# Hasenberg (Hannover)
Hasenberg ⓘ lautet der Name einer Straße in Hannover, die im Stadtteil Leinhausen die Stöckener Straße mit dem Heimatweg verbindet.

## Geschichte und Beschreibung
Nordwestlich von Herrenhausen wurde zu Beginn des Kurfürstentums Braunschweig-Lüneburg für die Landesherrschaft ein Kaninchenberg angelegt. Dies erfolgte am Ende eines großen Sandrückens als Teil einer vorzeitlichen langgestreckten Düne, die sich vom Klagesmarkt bis zum Berggarten und darüber hinaus erstreckt. Damit sollte für den prachtliebenden Kurfürsten Ernst August und entsprechend den Wünschen von Kurfürstin Sophie ein steter Nachschub an Fleisch der Tiere eine standesgemäße Hofhaltung auf Schloss Herrenhausen sicherstellen. So wurde für ein Jahresgehalt von 100 Thalern und 20 Thalern Kostgeld ein Wärter angestellt, der auf die lebende Kost aufzupassen hatte. Doch konnte der Wärter trotz einiger Mühe auf Dauer nicht verhindern, dass sich die Karnickel schneller vermehrten, als sie abgeschossen werden konnten. Dies führte zu so hohen Entschädigungs-Zahlungen an die örtlichen Bauern, dass die Kaninchenhaltung schließlich abgeschafft wurde – und sich der Hofstaat stattdessen an Wachteln und Ortolanen delektierte.
Die heutige Straße wurde erst zur Zeit der Weimarer Republik im Jahr 1925 angelegt und nach dem alten Flurnamen benannt. Nur wenig später errichtete der Architekt Rudolf Goedecke an der Stöckener Straße einen streng gestalteten roten Klinkerbaublock als drei- bis viergeschossigen Siedlungskomplex der ehemaligen Siedlungsgenossenschaft „Heimat“. Die rückwärtige Erschließung des Baublocks erfolgt durch eine torartige Überbauung der Einfahrt in die Straße Hasenberg. Der schräg zur Straßenfluchtlinie der Stöckener Straße gestellte Torbogen bildet einen besonderen städtebaulichen Akzent des im denkmalpflegerischen Interessenbereich liegenden Karrees Hasenberg, Grebenberg, Eilser Masch und Stöckener Straße.

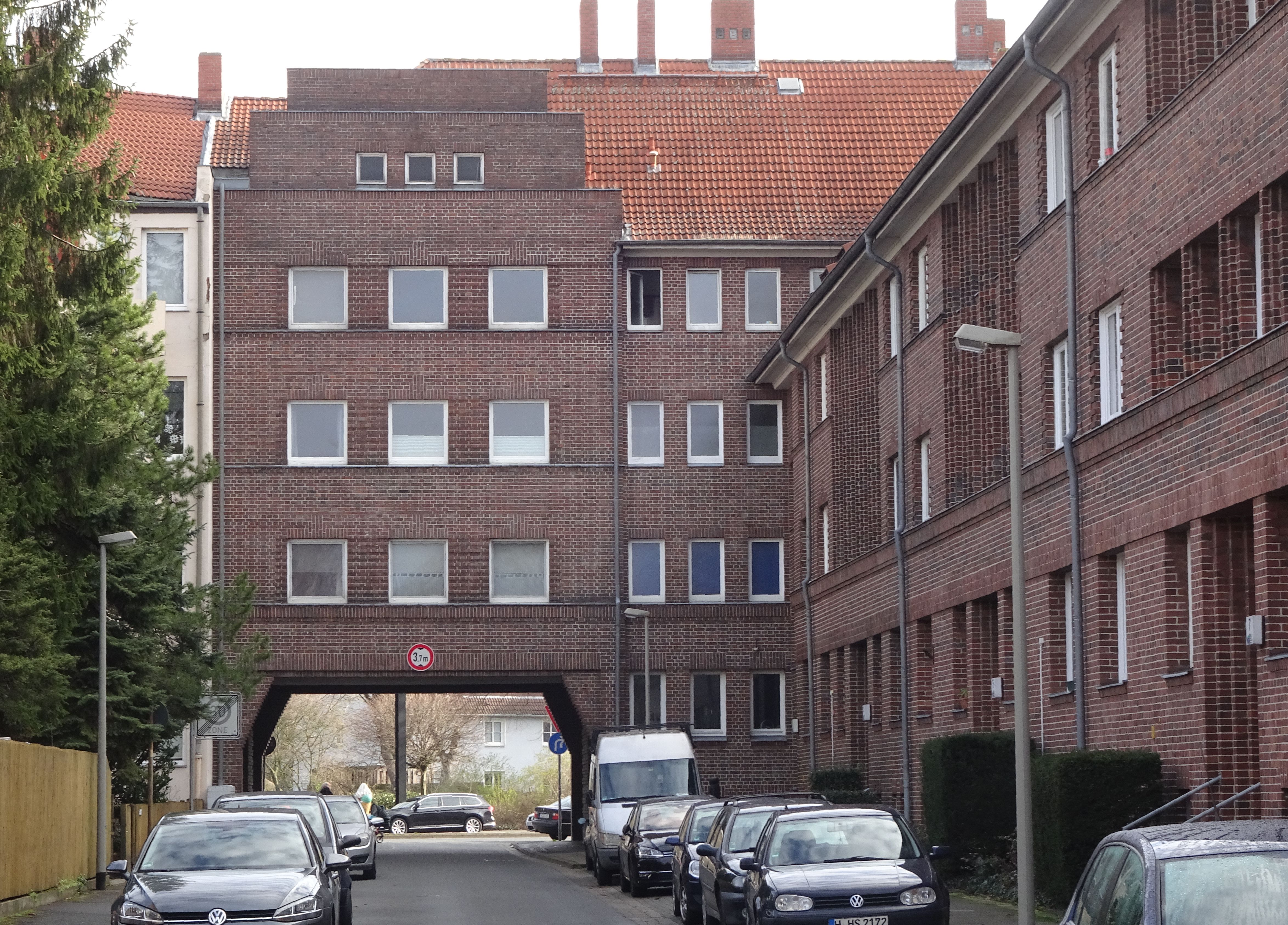
Klinkerbauten im „Hasenberg“ mit Durchfahrt
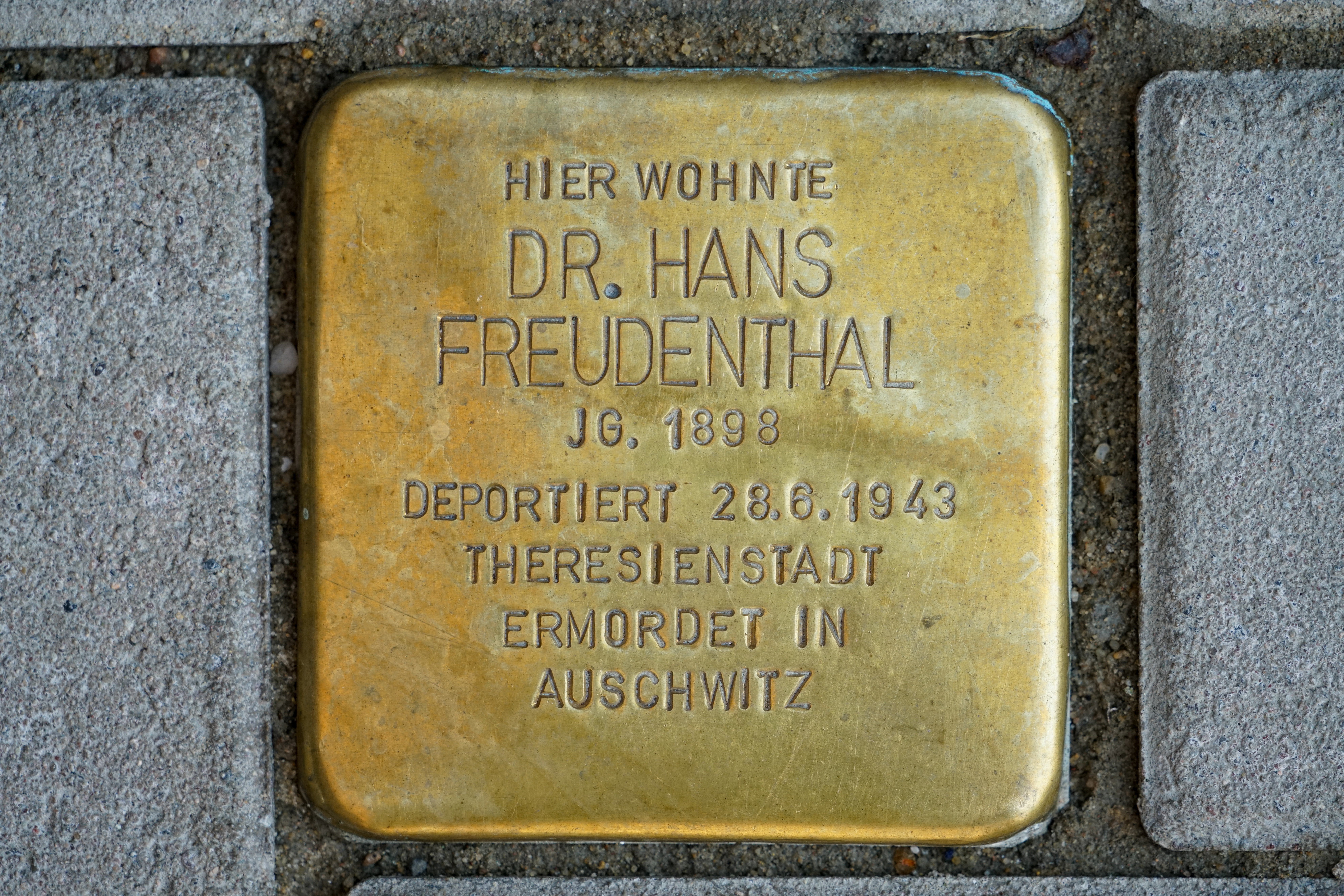
„Hier wohnte Dr. Hans Freudenthal“; Stolperstein vor dem Eingang Hasenberg 1 für den nach Theresienstadt Deportierten und 1943 im Konzentrationslager Auschwitz Ermordeten